# Rönnängs varv

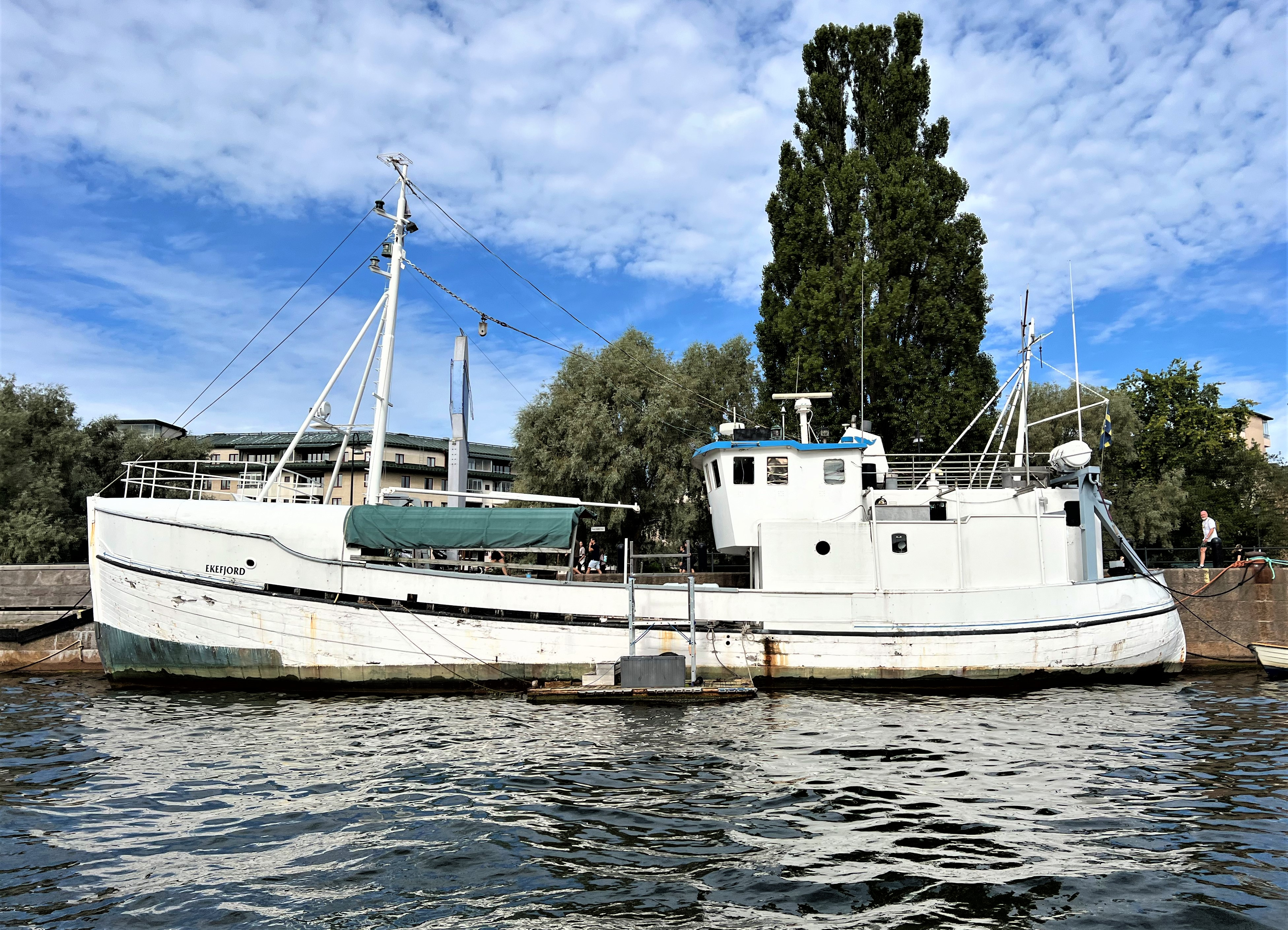
Ekefjord i Hammarbyleden vid Norra Hammarbyhamnen i Hammarby sjöstad i Stockholm. I bakgrunden Anna Lindhs park, 2023.

Rönnängs varv är ett träfartygsvarv i Rönnäng i Tjörns kommun.
Varvet grundades som V. T. Löfbergs slip- och båtvarv 1919 av båtbyggaren Viktor Löfberg (1878–1962) och drevs vidare av hans son Tore Löfberg (1915–79). Det drivs idag av Tore Löfbergs son Tomas Löfberg. Varvet utför idag reparationer och underhåll samt nytillverkar mindre träbåtar.
Varvets byggnader vid havet revs 2012 och vissa föremål därifrån finns på Bohusläns museum.

## Byggda fartyg i urval
- 1948 Sandö, fiskefartyg
- 1961 Ekefjord, fiskefartyg